# Llengües indoàries mitjanes
Les llengües indoàries mitjanes són els dialectes de l'alta edat mitjana de les llengües indoàries, els descendents dels dialectes indoaris antics com el sànscrit, i els predecessors de les llengües medievals tardanes com l'apabhramsha o l'abahatta, els quals van evolucionar fins a convertir-se en les llengües indoàries modernes, com l'hindustaní (hindi – urdú), l'oriya, el bengalí o el panjabi. La paraula pràcrit també s'aplica sovint a aquestes llengües (prakrita vol dir literalment natural en contrast amb sanskrita, que vol dir literalment construïda o refinada). Els estudiosos moderns com Shapiro fan servir aquesta classificació incloent totes les llengües indoàries mitges sota l'etiqueta de pràcrits, mentre que altres emfatitzen el desenvolupament independent d'aquestes llengües, sovint separat del sànscrit per diferències socials i geogràfiques.

## Història
Les llengües indoàries es classifiquen comunament en tres grans grups (antigues, mitges i noves), una classificació lingüística i no estrictament cronològica, ja que el sànscrit clàssic va coexistir amb les llengües vernacles indoàries mitjanes. Algunes de les seves característiques lèxiques i morfològiques delaten el fet que no són una continuació directe del sànscrit Ṛgvedic, la base principal del sànscrit clàssic, sinó que descendeixen de dialectes que, malgrat tenir moltes similituds, eren diferents del Ṛgvedic i en alguns aspectes fins i tot més primitius.
L'etapa indoària mitjana es creu que es va estendre durant més d'un miler d'anys en el 600 aC i el 1000 dC, i sovint es divideix en tres o quatre subdivisions principals. La primera etapa és representada per les inscripcions d'Asoka (vers 250 aC) i en el pāli (utilitzat en les escriptures budistes) i l'ardhamāgadhī (utilitzat en les escriptures jainistes). L'etapa mitjana és representada per diversos pràcrits, especialment el sauraseni, el maharashtri i el magadhi. L'última etapa és representada pels dialectes apabhraṃśa del segle vi i posteriors, que precedeixen a les llengües indoàries modernes (per exemple, el braj bhasha).

## Fonologia i morfologia
Les llengües indoàries mitges, malgrat que individualment diferent, comparteixen característiques fonològiques i morfològiques que les caracteritza com a descendents en paral·lel de les llengües indoàries antigues. A continuació es mostra una llista de diversos canvis de sons típics de la seva fonologia:
1. Les vocals líquides 'ṛ' i 'ḷ' són substituïdes per 'a', 'i' o 'u'.
2. Els diftongs 'ai' i 'au' són substituïts per 'e' i 'o'.
3. Les vocals llargues abans de dos o més consonants són escurçades.
4. Les tres sibilants antigues es redueixen a una, ja sigui 'ś' o 's'.
5. Els sovint complexos grups de consonants de les llengües antigues, es redueixen a formes de pronunciació més llegibles, ja sigui per assimilació o per fraccionament.
6. Les aturades intervocàliques simples són progressivament suavitzades.
7. Les dentals són palatalitzades per la continuació de '-y-'.
8. Desapareixen les consonants finals excepte la '-ṃ', a menys que siguin unions 'sandhi'.

Les característiques més notables d'aquestes llengües són:
- La pèrdua de la dual
- Fusió dels fonemes 'i-/u-' i 'ī-/ū-' en la inflexió 'ī-/ū-'
- L'eliminació del datiu, les funcions del qual són assumides pel genitiu
- L'ús simultani de diferents desinències de cas un paradigma.
- L'ús de 'mahyaṃ' i 'tubhyaṃ' com a genitius i 'me' i 'te' com instrumentals.
- Desaparició gradual de la veu intermèdia.
- Coexistència de formes verbals noves e històriques basades en l'arrel del present.
- L'ús de terminacions de l'actiu en el passiu.

En el vocabulari, les llengües indoàries mitges depenen principalment de l'indoari antic, amb l'addició d'unes poques paraules anomenades 'deśī', sovint d'origen incert.

## Innovació
Una innovació d'aquestes llengües són les construccions verbals en sèrie, que s'han convertit en els predicats complexos de les llengües modernes de l'Índia com l'hindi. Per exemple भाग जा (bhāg jā) corre vol dir fugir, पका ले (pakā le) posar-se a cuinar vol dir cuinar per si mateix, i पका दे (pakā de) donar per cuinar vol dir cuinar per algú. El verb auxiliar restringeix el significat del verb principal o li afegeix un matís. A continuació, el verb auxiliar era gramaticalitzat en el que es coneix com a verb lleuger, principalment utilitzat per transmetre distincions lèxiques del verb principal.

## Apabhramsa
Un apabhramsa (també anomenat avahatta) era una llengua evolucionada dels pràcrits. Les llengües provincials modernes van evolucionar dels diferents apabhramsas. Patanjali va ser el primer a fer servir l'apabhramsa en el seu Mahabhasya (200 aC). La paraula és derivada de la paraula sànscrit Apabhrasta, que vol dir forma corrompuda del sànscrit. La llengua apabhramsa va la ser la més utilitzada pel jainisme i la literatura espiritual dels Siddhas (mestres de l'hinduisme).
Quan els gitanos van emigrar de Rajasthan, Panjab, Sindh i Afganistan durant el segle i aC, parlaven una llengua apabhramsa de l'oest de l'Índia. Es van establir als països occidentals als voltants del segle xii.

### Poetes en apabhramsa
Les obres literàries en apabhramsa van aparèixer cap al segle viii aC. Cal destacar el poeta Svayambhu i el seu poema Pauma Cariu.